# サミットエナジー
サミットエナジー株式会社（英: Summit Energy Corporation）は、住友商事グループの新電力。自社グループの発電所および発電設備を持つ一般事業会社から購入した電力の販売を行う。

## 関連会社

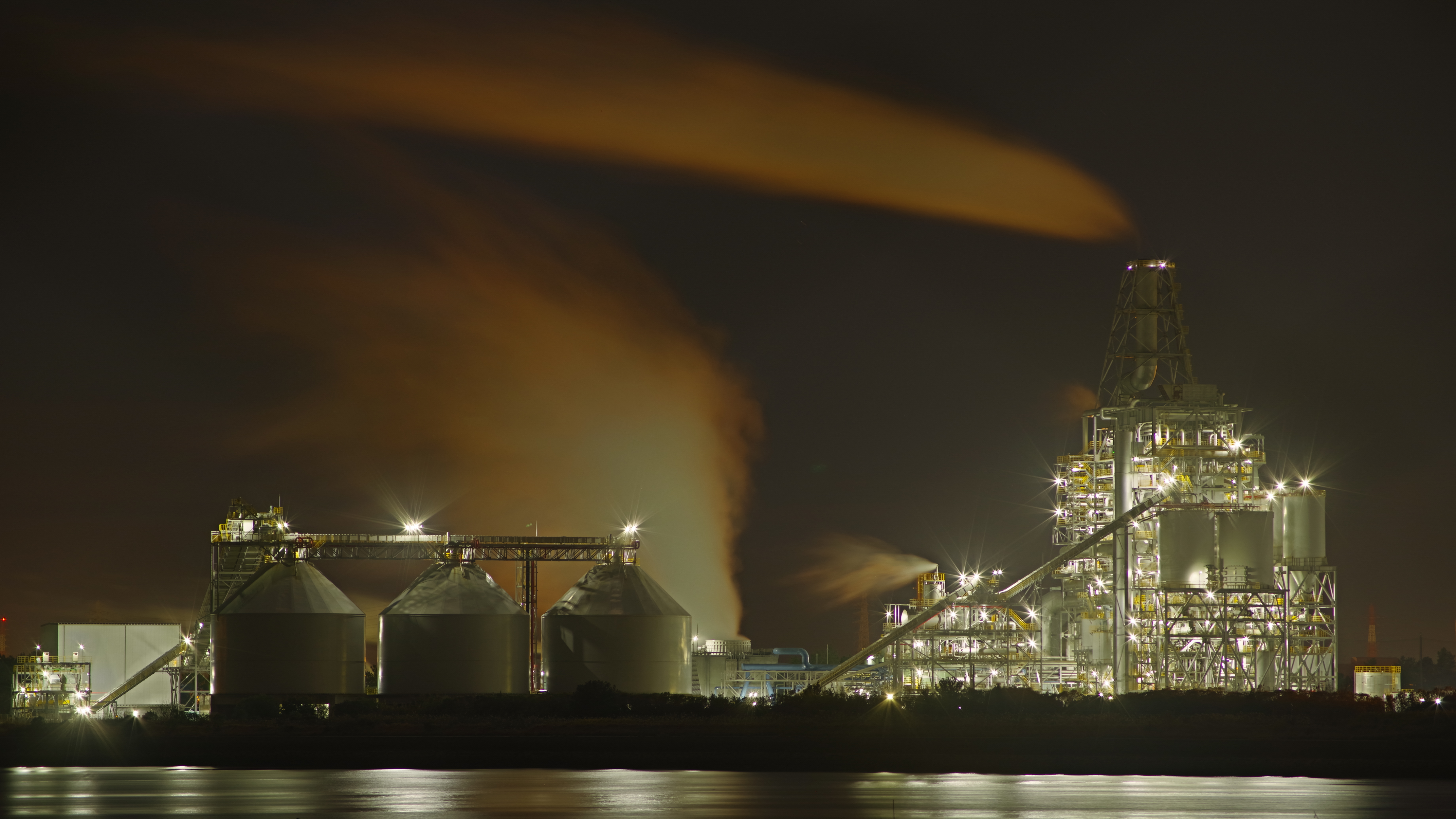
半田バイオマス発電所

- サミットウインドパワー株式会社

茨城県鹿嶋市にサミットウインドパワー鹿嶋発電所を所有。発電した電力は東京電力に販売される。
- サミット美浜パワー株式会社

千葉県千葉市美浜区に、天然ガスを燃料とした出力51,850kWの千葉みなと発電所を所有。営業運転開始は2004年7月。電力と蒸気は近隣の食品コンビナートの工場に供給され、余剰電力は売電される。
- サミット小名浜エスパワー株式会社

サミットエナジーと日本海水との共同出資。福島県いわき市小名浜に、石炭を燃料とした出力55,556kWの小名浜発電所を所有。営業運転開始は2004年10月。電力と蒸気は日本海水の工場に供給され、余剰電力は売電される。
- サミット明星パワー株式会社

サミットエナジーと明星セメントとの共同出資。新潟県糸魚川市に、建設廃材などの木質系バイオマスを燃料とした（補助燃料として石炭を使用）糸魚川バイオマス発電所を所有。営業運転開始は2005年1月。発生したフライアッシュは明星セメントにより再資源化される。
- サミット酒田パワー株式会社

山形県酒田市に、木質系バイオマスを燃料とした出力50000kWの酒田バイオマス発電所を所有。営業運転開始は2018年8月。発電した電力は主に東日本の企業・世帯に販売される。
- サミット半田パワー株式会社

愛知県半田市に、木質系バイオマスを燃料とした出力75000kWの半田バイオマス発電所を所有。営業運転開始は2017年6月。

## 沿革
- 2001年2月 - サミットエナジー株式会社設立、同年7月より電力の小売事業開始。
- 2002年
  - 1月 - サミット尼崎パワー株式会社設立、同年11月より大浜内燃力発電所営業運転開始（2007年に設備をグループ外に売却、会社解散）。
  - 4月 - サミットウインドパワー酒田株式会社設立、翌年1月に酒田風力発電所営業運転開始。
  - 4月 - サミット小名浜エスパワー株式会社設立、2004年10月に小名浜発電所営業運転開始。
  - 8月 - サミット明星パワー株式会社設立、2005年1月に糸魚川バイオマス発電所営業運転開始。
- 2003年
  - 3月 - サミット美浜パワー株式会社設立、翌年7月より千葉みなと発電所営業運転開始。
  - 4月 - サミットウインドパワー鹿嶋株式会社設立、2007年2月に鹿嶋風力発電所営業運転開始。
- 2004年4月 - サミットエナジーホールディングス株式会社設立、同年7月に、各発電会社を同社の傘下に編入。
- 2009年
  - 4月 - サミットウインドパワー鹿嶋とサミットウインドパワー酒田を統合、サミットウインドパワー株式会社設立。
  - 10月 - サミットエナジーホールディングスがサミットエナジーを吸収合併の上、社名をサミットエナジー株式会社とする。
- 2012年
  - 12月 - サミット酒田パワー株式会社設立。2018年8月に酒田バイオマス発電所営業運転開始。
  - 12月 - サミット半田パワー株式会社設立。2017年6月に半田バイオマス発電所営業運転開始。
- 2014年4月 - ジャパン・リニューアブル・エナジーの子会社である合同会社JRE酒田風力へサミットウインドパワー酒田発電所の風力発電設備を譲渡。
- 2016年4月 - 一般家庭(低圧需要家）向け電力小売りサービスへの電力供給を開始。
- 2017年8月 - 本社事務所移転

## 主な供給先
- 岐阜県庁舎
- 仙台中央郵便局・郡山郵便局・新潟中央郵便局
- 京都国立博物館
- 国立病院機構名古屋医療センター・福島病院
- 立川競輪場[2]